# 列島情報「AREA21」
列島情報「AREA21」（れっとうじょうほうエリア21）は、日本各地の地方新聞14社と日本経済新聞社が共同で運営していた地域情報のポータルサイト。

## 概要
日本経済新聞、北海道新聞、河北新報、北國新聞、新潟日報、信濃毎日新聞、中日新聞、静岡新聞、神戸新聞、京都新聞、山陽新聞、中国新聞、四国新聞、西日本新聞、南日本新聞が参加し、各新聞社がヘッドラインニュースなどを提供していた。
2000年10月から運営されていたが、2009年12月25日をもってサービスを終了した。